# بازار هرند
بازار هرند مربوط به دوره صفوی است و در نزدیکی شهرستان ورزنه در شهر هرند، چهار راه شهید امینی، ابتدای خیابان امامزاده سحاق واقع شده و این اثر در تاریخ ۲۲ مرداد ۱۳۸۴ با شمارهٔ ثبت ۱۲۹۹۵ به‌عنوان یکی از آثار ملی ایران به ثبت رسیده است. این بازار به دو بخش بازار اصلی و بازار نو تقسیم شده است که در مجموع دارای ۲۷ مغازه هستند. عمده مشاغل قدیم بازار؛ ریختگری، مس‌گری، قفل‌سازی، رنگرزی، بزازی، قنادی و بقالی بوده که امروز کفاشی، خیاطی، سلمانی، قصابی و سوپری به آن اضافه شده‌اند.